# بليزوصورات
البَلْصُورات أو البليزوصورات والمفرد البَلْصور  أو البليزوصور (وتعني «شبيهة العظاءة») هو نوع من الزواحف الضارية البحرية التي عاشت خلال العصر الجوراسي. وقد قيل عند اكتشافها على نحو خاطئ أنها كانت تشبه «أفعى داخل صدفة سلحفاة»، وذلك مع أنها لا تملك أصدافاً. عادة ما يَتضمن اسم «بليزوصور» الشائع كلا البليزوصورات الشائعة (فوق فصيلة البليزوصوريات)، والتي تتضمن قصيري الرقبة (الإلاسموصورات) وطويلي الرقبة (البوليكوتيليديات)، والمجموعة التصنيفية الأكبر البليزوصوريا التي تتضمن البليوصوريات.
عاشت البليزوصورات منذ العصر الجوراسي وحتى انقراض ط-ث، عندما انقرضت مثل معظم الزواحف الأخرى. ومع أنها كانت من ثنائيات ثقوب الحقبة الوسطى التي عاصرت الزواحف العملاقة، فهي لم تكن من الديناصورات ولا من الأركوصورات.

## الوصف
البليزوصورات هي زواحف بحرية تملك أجساداً مستديرة ورقابًا بالغة الطول ورؤوسًا صغيرة، إضافة إلى أربعة زعانف قوية تُمكنها من السباحة عبر الماء. نظراً لقصر ذيول البليزوصورات الشديد فإنه يُعتقد أن وظيفتها في توجيه الجسم أثناء السباحة لم تكن فعالة كثيراً، فقد قامت الزعانف الأربعة والرقبة الطويلة بالدور الأكبر في توجيه الجسم ودفعه عبر الماء. مع أن جمجمة البليزوصور كانت صغيرة جداً، فإن محاجر عينيه كانت كبيرة بشكل ملحوظ، وربما ساعده هذا على رؤية فريسته أثناء الصيد. كانت عظام زعانف البليزوصورات شبيهة إلى حد كبير بعظام كف الرئيسيات، لكنها كانت أعرض وأطول بكثير كما أن الجلد لا يَفصلها عن بعضها، مما جعلها قادرة على تحريك الماء بسهولة.
بالرغم من أن جسد البليزوصور المستدير كان ضخمًا، فربما كان يَملك رئتين صغيرتين أصغر مما يَملكه حيوان يابسة بنفس الحجم. والسبب وراء ذلك هو أنه إذا كانت رئتاه أكبر بقليل من ذلك فإنه سيَطفو على السطح بسبب الهواء فيهما ولن يَستطيع الغوص أبداً، وإن عثور العلماء على حجارة في معدة هذه الزواحف ربما يَكون دليلاً على أنها ابتلعت الحجارة لكي تثقل من وزنها وتستطيع الغوص عميقاً تحت الماء. يَعتقد بعض العلماء أيضاً أن هذه الحجارة كانت تستخدم للمساعدة على هضم الطعام. كان يَحتاج البليزوصور للصعود إلى السطح باستمرار للتنفس لأنه حيوان زاحف ويَملك رئتين، ويُقدر بأنه كان يَستطيع البقاء تحت الماء لما يَتراوح من 15 إلى 20 دقيقة بعد كل مرة يَتنفس فيها. وقد بلغت أوزان هذه الحيوانات ما يَصل إلى طن واحد وأطوال بعض أنواعها تجاوزت العشرة أمتار.